# Kodeks postępowania cywilnego
Kodeks postępowania cywilnego – ustawa z 17 listopada 1964, zawierająca zasadniczy trzon polskiego prawa procesowego cywilnego.

## Historia
Pierwszą ustawą procesową w Polsce była Formula processus z XVI wieku. Po rozbiorach państwa zaborcze wprowadziły na zajętych terenach Polski własne (pruskie, rosyjskie, austriackie) cywilne prawa procesowe, rozbieżne w szczegółach i w założeniach. Ponadto na terenie byłego Księstwa Warszawskiego w I połowie XIX wieku obowiązywał przez pewien czas francuski kodeks postępowania cywilnego, wprowadzony jako część kodyfikacji napoleońskiej. Po odzyskaniu niepodległości w 1918 r. przystąpiono do prac nad stworzeniem jednolitej dla całej Polski procedury cywilnej. Wynikiem prac Komisji Kodyfikacyjnej pod przewodnictwem prof. Ksawerego Fiericha były następujące akty prawne:
- Kodeks postępowania cywilnego – rozporządzenie Prezydenta Rzeczypospolitej z 29 listopada 1930[1]
- Prawo o sądowem postępowaniu egzekucyjnem – rozporządzenie Prezydenta Rzeczypospolitej z 27 października 1932[2].

Oprócz tych aktów przepisy z zakresu postępowania cywilnego zawierały również rozporządzenia Prezydenta Rzeczypospolitej z 24 października 1934: Prawo upadłościowe i Prawo o postępowaniu układowym. Nie zdążono natomiast w II RP skodyfikować postępowania nieprocesowego, zwanego wówczas niespornym.
Kodeks postępowania cywilnego z 1930 r. i Prawo o o sądowem postępowaniu egzekucyjnem z 1932 r. weszły w życie 1 stycznia 1933 r. W grudniu 1932 ówczesny minister sprawiedliwości Czesław Michałowski ogłosił jednolity tekst Kodeksu postępowania cywilnego, do którego dołączono Prawo o o sądowem postępowaniu egzekucyjnem jako drugą część – zostały one w ten sposób połączone w jeden akt prawny. Po wojnie, w latach 1950, 1953, 1955, 1956, 1958 i 1962 Kodeks ten podlegał wielu zasadniczym reformom, dostosowującym go do założeń państwa socjalistycznego PRL.
1 stycznia 1946 wszedł w życie Kodeks postępowania niespornego, wprowadzony dekretem Krajowej Rady Narodowej z 18 lipca 1945. Ten Kodeks, początkowo oparty na przedwojennych projektach Komisji Kodyfikacyjnej, był nowelizowany w 1950, 1953 i w 1954.

## Stan obecny
Obecny Kodeks postępowania cywilnego wszedł w życie 1 stycznia 1965, uchylając dotychczas obowiązujące w tym zakresie akty prawne. Kodeks objął całość sądowego postępowania cywilnego, co uważano za wielkie osiągnięcie legislacyjne. Spośród przepisów regulujących postępowanie cywilne poza Kodeksem pozostały tylko, martwe wówczas, przedwojenne przepisy o postępowaniu upadłościowym i układowym. Kodeks w większości recypował (przejmował) przepisy poprzednio obowiązujących aktów prawnych, przystosowując je jednak do założeń państwa socjalistycznego poprzez zmianę hierarchii zasad procesowych i pewne szczegółowe rozwiązania.
Pierwsza duża nowelizacja Kodeksu nastąpiła w 1985, gdy odrębne dotąd sądownictwo pracy i ubezpieczeń społecznych włączono w system sądownictwa powszechnego. W Kodeksie pojawiły się wówczas przepisy o postępowaniu w sprawach z zakresu prawa pracy i ubezpieczeń społecznych. Następna istotna nowelizacja nastąpiła w 1989 w wyniku likwidacji  Państwowego Arbitrażu Gospodarczego i utworzenia sądów gospodarczych. Wprowadzono wówczas postępowanie w sprawach gospodarczych (zniesione w 2012). Zasadnicza reforma Kodeksu nastąpiła w 1996, gdy usunięto naleciałości z okresu PRL i przywrócono zasady procedury cywilnej obowiązujące w państwach o wysokiej kulturze prawnej. Niestety, od tego czasu Kodeks jest zmieniany nawet kilkanaście razy rocznie. Spośród nowelizacji ostatnich lat jako istotniejsze można wskazać przywrócenie przepisów o postępowaniu upominawczym i nakazowym, wprowadzenie postępowania uproszczonego oraz przeniesienie do Kodeksu przepisów o postępowaniu wieczystoksięgowym. W 2019 r. przywrócono postępowanie w sprawach gospodarczych.

## Zakres obowiązywania
Kodeks postępowania cywilnego normuje, jak już wspomniano, całe sądowe postępowanie cywilne z wyjątkiem postępowania upadłościowego i restrukturyzacyjnego. Na postępowanie cywilne składają się:
- postępowanie rozpoznawcze:
  - proces – postępowanie o charakterze zasadniczym; przepisy o procesie stosuje się odpowiednio do wszystkich innych postępowań unormowanych w Kodeksie (art. 13 § 2),
    - postępowania odrębne (są to różne modyfikacje procesu ze względu na charakter spraw),

  - postępowanie nieprocesowe,
- postępowanie w razie zaginięcia lub zniszczenia akt (pomocnicze),
- postępowanie zabezpieczające,
- postępowanie egzekucyjne, obejmujące różne sposoby i tryby egzekucji,
- postępowanie w sprawach z zakresu międzynarodowego postępowania cywilnego,
- postępowanie przed sądem polubownym.